# Pierre le Chantre
Pour les articles homonymes, voir Chantre.
Pierre le Chantre (Petrus Cantor, †22 septembre 1197) est un lettré et théologien scolastique chrétien du XIIe siècle.
Promu grand chantre (d'où son nom) de l'Église de Paris en 1184, il est notamment l'auteur de gloses sur la Bible et d'un traité sur la pénitence. L'historien Jacques Le Goff lui attribue également le premier usage du mot purgatorium comme substantif, étape décisive dans la création du concept de purgatoire.

## Biographie
Il serait né, soit dans la région de Beauvais, soit à Reims, où il fit ses études à l'école cathédrale.
Vers 1170, il était chanoine à Paris et professeur à l'école cathédrale; entre 1180 et 1184, il y fut également nommé chantre, d'où son surnom (Petrus Cantor, parfois Cantor Parisiensis). Ses compétences en droit canon le firent choisir à plusieurs reprises comme juge ecclésiastique, notamment en 1196 pour l'affaire du divorce de Philippe Auguste et de la reine Isambour, qui fut traitée à Compiègne. En 1191, il fut élu évêque de Tournai, dont l'élection fut annulée par l'archevêque de Reims, Guillaume de Champagne. À la mort de Maurice de Sully, en 1196, il aurait été élu évêque de Paris et aurait refusé l'élection.
En 1196, il fut élu doyen du chapitre de la cathédrale de Reims. Pendant le voyage depuis Paris, il s'arrêta à l'abbaye cistercienne de Longpont, près de Soissons, il y tomba malade, y mourut et y fut enterré. Dans le ménologe des cisterciens, il est considéré comme membre de l'ordre, fêté le 19 mai.

## Œuvre
Il est l'auteur de commentaires et d'annotations sur tous les livres de la Bible, à l'exception du Lévitique et des Livres de Judith, Esther et Tobie. Il a laissé aussi une introduction à la lecture de la Bible, intitulée De tropis theologicis, ou De contrarietate Scripturae, ou encore De tropis loquendi, où il propose des solutions aux contradictions qui semblent exister entre certains passages.
Ses autres ouvrages sont : la Summa de sacramentis et animæ consiliis, qui complète Pierre Lombard et donne des informations variées sur les institutions et usages religieux de l'époque; les Distinctiones, ou Summa quae dicitur Abel (manuscrit 50 de la Bibliothèque du patrimoine de Clermont Auvergne métropole en ligne sur Overnia), un dictionnaire théologique avec des entrées par ordre alphabétique; le Verbum Abbreviatum, ensemble de sermons exhortant le clergé, particulièrement les moines, à la vertu ; le Contra monachos proprietarios.
Il a énoncé les trois fonctions du maître en théologie (magister in sacra pagina) : lire (commenter la Bible), faire des disputes (animer des débats par objections et réponses), faire des prédications (présenter des sermons universitaires) :
"L'exercice d'écriture sacrée consiste en trois choses : lecture, disputation, prédication." (Verbum abbreviatum, chap. I, P.L. t. 205 col. 25).

## Citation
"Qu'ils soient convaincus d'erreur, ou qu'ils confessent librement leur faute, les cathares ne doivent pas être mis à mort, en tout cas si l'Église ne les juge pas susceptibles de lui résister les armes à la main. Car l'Apôtre dit: Un homme qui est un hérétique, après le troisième avertissement, évite-le (Tit., III); il ne dit pas: Tue-le. De même chez David: Criez contre les crocodiles et mettez-les en fuite, et qu'il n'y ait pas de rassemblement de taureaux parmi les vaches. (Psalm. LXVII) Il faut donc les tenir enfermés, et non pas les mettre à mort". (Verbum Abbreviatum, ch. LXXVIII)

## Éditions
- Patrologie Latine, 205, col. 9-554 lire en ligne
- An Edition of the Long Version of Peter the Chanter's Verbum Abbreviatum Petri Cantoris Parisiensis. Verbum adbreviatum. Textus conflatus, éd. Monique Boutry, Corpus Christianorum. Continuatio Mediaevalis, 196, Turnhout, Brepols, 2004
- Verbum abbreviatum